# Persone di nome Simona
| Questa pagina contiene informazioni ricavate automaticamente dalle voci biografiche con l'ausilio del template Bio e di un bot. L'aggiornamento è periodico e automatico e ricostruisce completamente la pagina. Se manca una persona in questa lista, sei pregato di non aggiungerla, ma accertati piuttosto che la sua voce biografica contenga il template Bio e che i dati anagrafici siano correttamente compilati. Se il template Bio manca, inseriscilo tu stesso o, in alternativa, metti l'avviso {{tmp\|Bio}} che ne segnala la mancanza. Se i dati riportati sono sbagliati, correggi direttamente la voce biografica; le modifiche saranno visibili in questa lista entro pochi giorni. Per chiarimenti vedi il progetto antroponimi. La lista contiene solo le 103 persone che sono citate nell'enciclopedia e per le quali è stato implementato correttamente il template Bio. Pagina aggiornata al 22 lug 2025. |

Questa è una lista di persone presenti nell'enciclopedia che hanno il nome Simona, suddivise per attività principale.

## Allenatrici di calcio(1)
- Simona Zani, allenatrice di calcio e ex calciatrice italiana (Sarnico, n. 1973)

## Allenatrici di pallacanestro(1)
- Simona Ballardini, allenatrice di pallacanestro e ex cestista italiana (Faenza, n. 1981)

## Attrici(10)
- Simona Borioni, attrice italiana (Roma, n. 1971)
- Simona Brown, attrice britannica (Londra, n. 1994)
- Simona Caparrini, attrice italiana (Firenze, n. 1972)
- Simona Cavallari, attrice italiana (Roma, n. 1971)
- Simona Izzo, attrice, doppiatrice e direttrice del doppiaggio italiana (Roma, n. 1953)
- Simona Malato, attrice italiana (Erice, n. 1975)
- Simona Marchini, attrice, conduttrice televisiva e comica italiana (Roma, n. 1941)
- Simona Mariani, attrice italiana (Napoli, n. 1954)
- Simona Nasi, attrice italiana (Torino, n. 1974)
- Simona Tabasco, attrice italiana (Napoli, n. 1994)

## Attrici pornografiche(1)
- Simona Valli, ex attrice pornografica ungherese (Budapest, n. 1972)

## Autrici televisivi(1)
- Simona Ercolani, autrice televisiva e produttrice televisiva italiana (Roma, n. 1963)

## Biologhe(1)
- Simona Kossak, biologa e ecologa polacca (Cracovia, n. 1943 - Białystok, † 2007)

## Calciatrici(5)
- Simona Cimatti, ex calciatrice italiana (Bagno di Romagna, n. 1990)
- Simona Necidová, calciatrice ceca (Praga, n. 1994)
- Simona Parrini, ex calciatrice italiana (Fiesole, n. 1988)
- Simona Petkova, calciatrice bulgara (Gabrovo, n. 1993)
- Simona Sodini, ex calciatrice italiana (Sassari, n. 1982)

## Canottiere(2)
- Simona Mușat, canottiera rumena (Botoșani, n. 1981)
- Simona Radiș, canottiera rumena (Botoșani, n. 1999)

## Cantanti(3)
- Simona Bencini, cantante italiana (Firenze, n. 1969)
- Simona Molinari, cantante italiana (Napoli, n. 1983)
- Simona Zanini, cantante e paroliera statunitense (Ashland, n. 1961)

## Cantautrici(2)
- Momo, cantautrice italiana (L'Aquila, n. 1972)
- Simona Gretchen, cantautrice italiana (Faenza, n. 1987)

## Cestiste(7)
- Simona Albertazzi, ex cestista italiana (Ascoli Piceno, n. 1979)
- Simona Antonelli, ex cestista italiana (Roma, n. 1982)
- Simona Chines, cestista e allenatrice di pallacanestro italiana (Palermo, n. 1964)
- Simona Falauto Perez, ex cestista italiana (Agrigento, n. 1986)
- Simona Nicolae, ex cestista rumena (Costanza, n. 1974)
- Simona Sorrentino, cestista italiana (n. 1998)
- Simona Tassara, ex cestista italiana (Loano, n. 1972)

## Cicliste su strada(1)
- Simona Muzzioli, ex ciclista su strada italiana (Carpi, n. 1973)

## Conduttrici televisive(1)
- Simona Ventura, conduttrice televisiva e showgirl italiana (Bentivoglio, n. 1965)

## Disegnatrici(1)
- Simona Denna, disegnatrice e illustratrice italiana (Busto Arsizio, n. 1970)

## Doppiatrici(1)
- Simona Patitucci, doppiatrice, cantante e attrice italiana (Roma, n. 1967)

## Drammaturghe(1)
- Simona Levi, drammaturga e regista teatrale spagnola (Torino, n. 1966)

## Fumettiste(1)
- Simona Zulian, fumettista italiana (Monza-Brianza, n. 1984)

## Ginnaste(4)
- Simona Amânar, ex ginnasta rumena (Costanza, n. 1979)
- Simona Djankova, ginnasta bulgara (Varna, n. 1994)
- Simona Păucă, ex ginnasta rumena (Azuga, n. 1969)
- Simona Villella, ginnasta italiana (Lamezia Terme, n. 2005)

## Giornaliste(3)
- Simona Branchetti, giornalista e conduttrice televisiva italiana (Meldola, n. 1976)
- Simona Rolandi, giornalista e conduttrice televisiva italiana (Roma, n. 1973)
- Simona Sala, giornalista italiana (Roma, n. 1960)

## Judoka(1)
- Simona Richter, ex judoka rumena (Reșița, n. 1972)

## Linguiste(1)
- Simona Marchesini, linguista e archeologa italiana (Piombino, n. 1963)

## Maratonete(1)
- Simona Viola, ex maratoneta italiana (n. 1971)

## Montatrici(1)
- Simona Paggi, montatrice italiana (Milano, n. 1962)

## Nuotatrici(4)
- Simona Kubová, nuotatrice ceca (Chomutov, n. 1991)
- Simona Muccioli, ex nuotatrice sammarinese (San Marino, n. 1984)
- Simona Păduraru, nuotatrice rumena (Bacău, n. 1981)
- Simona Quadarella, nuotatrice italiana (Roma, n. 1998)

## Pallanuotiste(1)
- Simona Abbate, pallanuotista italiana (Fondi, n. 1983)

## Pallavoliste(3)
- Simona Ghisellini, ex pallavolista e allenatrice di pallavolo italiana (Occhiobello, n. 1974)
- Simona Gioli, pallavolista italiana (Rapallo, n. 1977)
- Simona Rinieri, ex pallavolista italiana (Ravenna, n. 1977)

## Pilote automobilistiche(1)
- Simona de Silvestro, pilota automobilistica svizzera (Thun, n. 1988)

## Pistard(2)
- Simona Frapporti, ex pistard e ciclista su strada italiana (Gavardo, n. 1988)
- Simona Krupeckaitė, pistard lituana (Utena, n. 1982)

## Pittrici(2)
- Simona Atzori, pittrice, ballerina e scrittrice italiana (Milano, n. 1974)
- Simona Weller, pittrice italiana (Roma, n. 1940)

## Poetesse(1)
- Simona Popescu, poetessa e saggista rumena (Codlea, n. 1965)

## Politiche(12)
- Simona Renata Baldassarre, politica italiana (Giurdignano, n. 1970)
- Simona Bonafè, politica italiana (Varese, n. 1973)
- Simona Bordonali, politica italiana (Brescia, n. 1971)
- Simona Loizzo, politica italiana (Cosenza, n. 1965)
- Simona Mafai, politica italiana (Roma, n. 1928 - Palermo, † 2019)
- Simona Malpezzi, politica italiana (Cernusco sul Naviglio, n. 1972)
- Simona Nocerino, politica italiana (Milano, n. 1968)
- Simona Pergreffi, politica italiana (Seriate, n. 1971)
- Simona Petrucci, politica italiana (Grosseto, n. 1971)
- Simona Suriano, politica italiana (Catania, n. 1978)
- Simona Vicari, politica italiana (Palermo, n. 1967)
- Simona Vietina, politica italiana (Viareggio, n. 1970)

## Psicoanaliste(1)
- Simona Argentieri, psicoanalista e saggista italiana (Firenze, n. 1940)

## Pugili(1)
- Simona Galassi, pugile italiana (Forlì, n. 1972)

## Rapper(1)
- Sima, rapper e cantante slovacca (Trnava, n. 1996)

## Registe(1)
- Simona Cocozza, regista, sceneggiatrice e montatrice italiana (Napoli, n. 1976)

## Registe teatrali(1)
- Simona Gonella, regista teatrale italiana (Genova, n. 1967)

## Religiose(1)
- Simona Brambilla, religiosa italiana (Monza, n. 1965)

## Saltatrici con gli sci(1)
- Simona Senoner, saltatrice con gli sci italiana (Bolzano, n. 1993 - Friburgo in Brisgovia, † 2011)

## Scenografe(1)
- Simona Migliotti, scenografa italiana

## Schermitrici(2)
- Simona Gherman, schermitrice rumena (Bucarest, n. 1985)
- Simona Pop, schermitrice rumena (Satu Mare, n. 1988)

## Sciatrici alpine(2)
- Simona Hösl, ex sciatrice alpina tedesca (Berchtesgaden, n. 1992)
- Simona Novara, ex sciatrice alpina italiana (Lucca, n. 1972)

## Scrittrici(7)
- Simona Baldanzi, scrittrice italiana (Firenze, n. 1977)
- Simona Baldelli, scrittrice italiana (Pesaro, n. 1963)
- Simona Frasca, scrittrice e saggista italiana (Napoli, n. 1969)
- Simona Fruzzetti, scrittrice e blogger italiana (Cascina, n. 1973)
- Simona Lo Iacono, scrittrice italiana (Siracusa, n. 1970)
- Simona Sparaco, scrittrice e sceneggiatrice italiana (Roma, n. 1978)
- Simona Vinci, scrittrice e traduttrice italiana (Milano, n. 1970)

## Showgirl(1)
- Simona Tagli, showgirl e conduttrice televisiva italiana (Milano, n. 1964)

## Storiche(1)
- Simona Colarizi, storica italiana (Modena, n. 1944)

## Storiche della filosofia(1)
- Simona Forti, storica della filosofia italiana (Modena, n. 1958)

## Tenniste(2)
- Simona Halep, ex tennista rumena (Costanza, n. 1991)
- Simona Waltert, tennista svizzera (Coira, n. 2000)

## Tripliste(1)
- Simona La Mantia, triplista italiana (Palermo, n. 1983)

## Senza attività specificata(1)
- Simona Malatesta, italiana